# Čachtice
Čachtice (ungerska: Csejte) är en by i västra Slovakien med 4 010 invånare (2014).
Byn är belägen mellan Donaus slättland och Små Karpaterna. Den är mest känd för de närbelägna ruinerna av slottet Čachtice, hemvist för Elizabeth Báthory som ansetts vara världens mest aktiva kvinnliga seriemördare. Slottet är beläget på en kulle med sällsynta växter och området är av denna anledning förklarat naturreservat (Čachtický hradný vrch).

## Historia
Förhistoriska bosättningar har påträffats från neolitisk och eneolitisk period, bronsåldern, Hallstatt, La Tène-kulturen, romarriket och den tidiga slaviska perioden.
Den första nedtecknade referensen till byn är daterad till 1263. Čachtice förklarades som stad 1392, men blev så småningom åter en by.

## Slottet

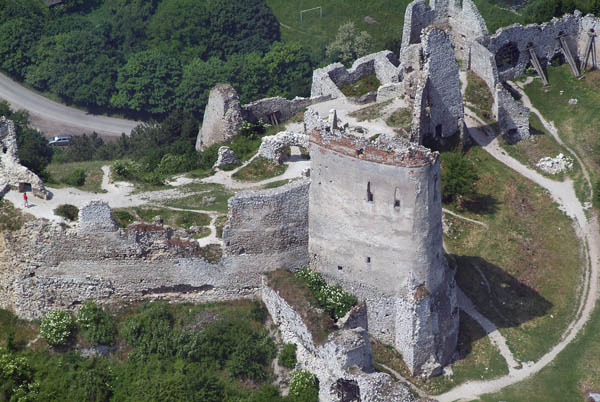
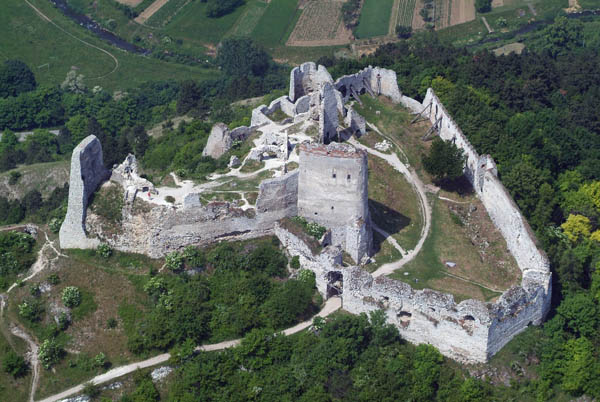
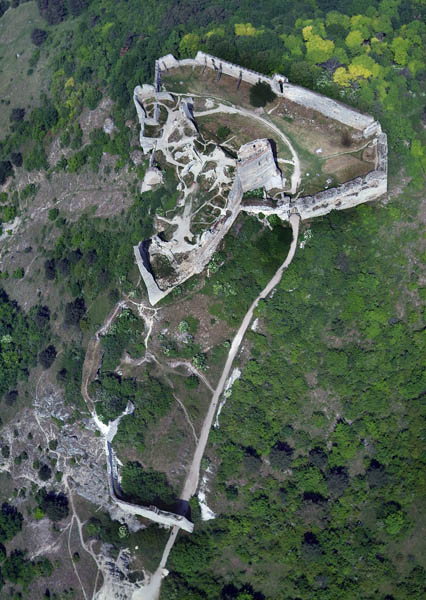
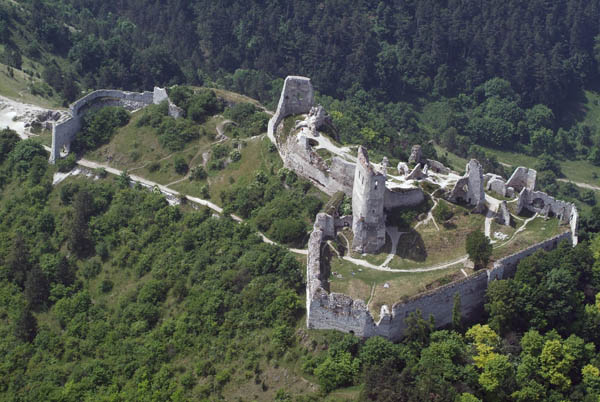
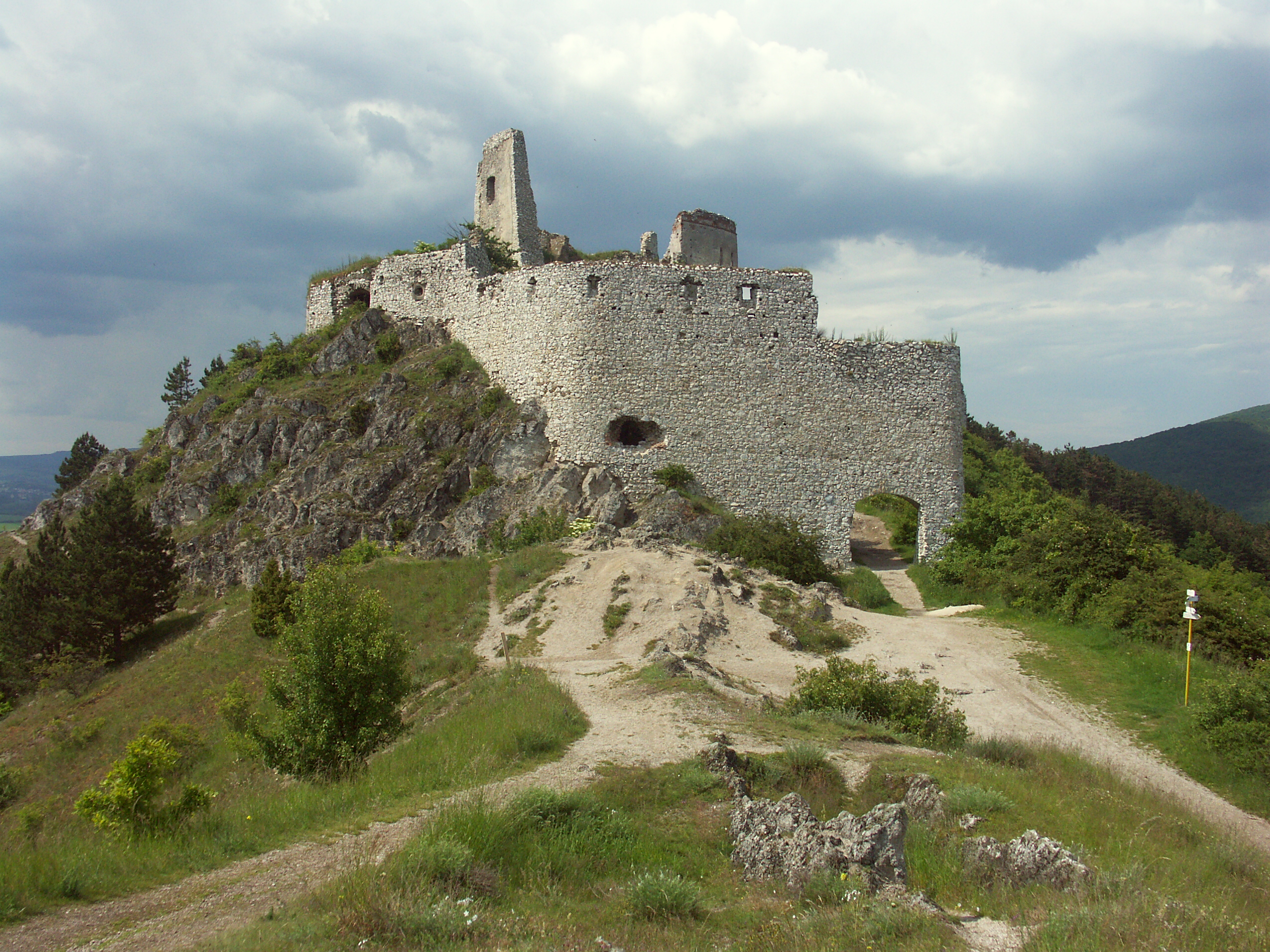
Čachtices slottsruiner

Slottet byggdes på 1300-talet för att skydda handelsvägen till Mähren. Den mest berömda ägaren var grevinnan Elizabeth Báthory, som dömdes för åtskilliga mord och gavs öknamnet "blodsgrevinnan". Hon satt fängslad i sitt eget slott och dog där 1614. Slottet övergavs 1708 och ligger numera i ruiner.